# Петр Нечас
Петр Нечас (чеш. Petr Nečas; Ухерско Храдиште, 19. новембар 1964. Ухерско Храдиште) чешки је политичар, бивши премијер Чешке Републике, председник Грађанске демократске странке. 28. јуна 2010. године био је именован од стране председника Вацлава Клауса за председника владе Чешке Републике.

## Биографија
Од 1979. године до 1983. године похађао је гимназију у Ухерском Храдишту. Завршио је, 1988. године, студије на научном природном факултету на Масариковом универзитету у Брну и добио титулу доктора природних наука из области физике плазме.
После одслужења војне обавезе од 1988. године до 1989. године је радио у предузећу Тесла у Рожнову под Радхоштом.
Ожењен је са супругом Радком и има два сина, Ондреја и Томаша и две кћерке, Терезу и Марију.